# Casineria kiddi
Casineria kiddi és una espècie de tetràpode que va viure fa uns 340 milions d'anys durant el Mississipià. El nom Casineria és una llatinització de Cheese Bay, un lloc prop d'Edimburg, on es va descobrir. Vivia en ambients secs de l'actual Escòcia.
És un fòssil de transició que destaca per la seva combinació de caràcters primitius (amfibis) i avançats (rèptils), situant-se en l'origen dels amniotes o molt a prop seu. En l'única troballa que hi ha falten elements clau (la major part del crani i tota la part inferior del cos), fent que l'anàlisi exacta difícil.

## Descripció

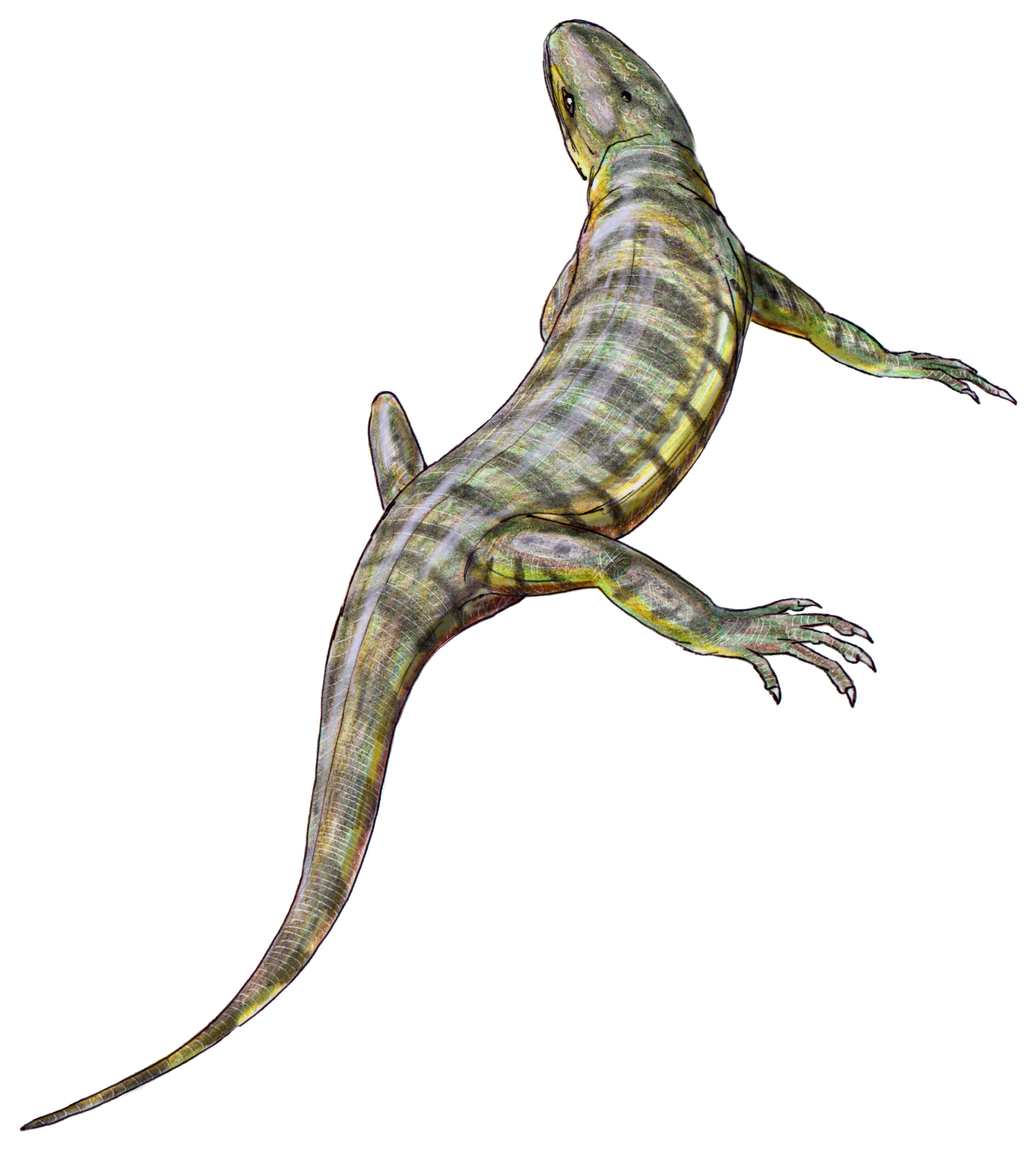
Reconstrucció.

Casineria era un animal petit amb una longitud total estimada d'uns 15 centímetres. La seva petita grandària l'hauria fet ideal per a la caça dels invertebrats del Carbonífer.
Aquest primer amniota tenia cinc dits amb urpes a cada mà.